# Skei (Jølster)
Skei este o localitate din comuna Jølster, provincia Sogn og Fjordane, Norvegia, cu o suprafață de 0,52 km² și o populație de 438 locuitori (2013).